# District militaire de Léningrad
Le district militaire de Léningrad est un district militaire des forces armées de la fédération de Russie. En 2010, celui-ci fusionne avec le district militaire de Moscou, la flotte du Nord et la flotte de la Baltique pour former le nouveau district militaire ouest.  
Il est recréé le 1er mars 2024 sur décret du président Vladimir Poutine, après dissolution du district militaire ouest, et intègre également le Commandement stratégique conjoint de la flotte du Nord. 